# Calle de Vista Alegre (Sagunto)
La calle de Vista Alegre es una vía pública de la ciudad española de Sagunto.

## Descripción
La vía, que discurre por una zona que en el pasado se conoció como «la Miranda», nace de la calle de Santo Domingo y no tiene salida. Aparece descrita en el Nomenclator de las calles, plazas y puertas antiguas y modernas de la ciudad de Sagunto (1901) de Antonio Chabret y Fraga con las siguientes palabras:

Vista Alegre (calle de). Tiene un extremo en la del Pintor García y otro en el monte. El nombre actual es nuevo y propio, porque esta calle se desarrolla por la falda Oriental del monte del Castillo, desde cuyo sitio, se domina toda la vega de Sagunto y huerta de Valencia. En esta calle que ya existía en el antiguo arrabal, y á sus espaldas importantes vestigios de la muralla ibérica que cerraba la Acrópolis. En tiempos pasados eran conocidos estos lugares por la miranda.
(Chabret y Fraga, 1901, p. 92)